# كراغرو
كراغرو (بالنرويجية: Kragerø)‏ هي بلدة وبلدية في مقاطعة تلمارك، النرويج. تعد جزءاً من منطقة فستمار التقليدية. المركز الإداري للبلدية هي بلدة كراغرو. وتقع بلدة كراغرو في أقصى جنوب مقاطعة تلمارك.

## توأمة
لكراغرو اتفاقيات توأمة مع كل من:
- ماريهامن
- فالكياكوسكي
- Region Gotland [الإنجليزية]‏

## أعلام
- هانس ديه
- اينار اولسن
- بير هانسون
- توماس كراغ
- روبرت مود